# جان جولي
جان جولي (بالفرنسية: Jean Joly)‏ هو نحات فرنسي، ولد في 16 أبريل 1650 في تروا في فرنسا، وتوفي في 1740 في مونبلييه في فرنسا.